# Menshevik
Menshevik (tiếng Nga: меньшевик) là một phe của các phong trào cách mạng Nga xuất hiện vào năm 1904 sau một xung đột giữa Vladimir Lenin và Julius Martov, cả hai đều là đảng viên Đảng Công nhân Xã hội chủ nghĩa Nga. Xung đột có nguồn gốc tại Đại hội lần thứ hai của đảng, bề ngoài là về các vấn đề nhỏ của tổ chức đảng. Những đảng viên ủng hộ Martov là những người thiểu số trong một cuộc bỏ phiếu quan trọng về gia nhập đảng, được gọi là "những người Menshevik", có nguồn gốc từ tiếng Nga меньшинство (men'shinstvo, "thiểu số"), trong khi các đảng viên ủng hộ Lenin được gọi là "Bolshevik ", từ bol'shinstvo (" đa số ").
Không bên nào trong hai phe này nắm giữ đa số trong quá trình của Đại hội. Việc chia rẽ đã tỏ ra lâu dài và cả hai phải xử lý các vấn đề thực tế trong lịch sử chẳng hạn như cuộc cách mạng thất bại năm 1905, và các vấn đề lý thuyết của lớp lãnh đạo, liên minh giai cấp, và nền dân chủ tư sản. Trong khi cả hai phe phái tin rằng một cuộc cách mạng dân chủ tư sản là cần thiết nhưng những người Menshevik thường có xu hướng ôn hòa hơn và tích cực hơn đối với phe đối lập tự do.